# 轨道舱

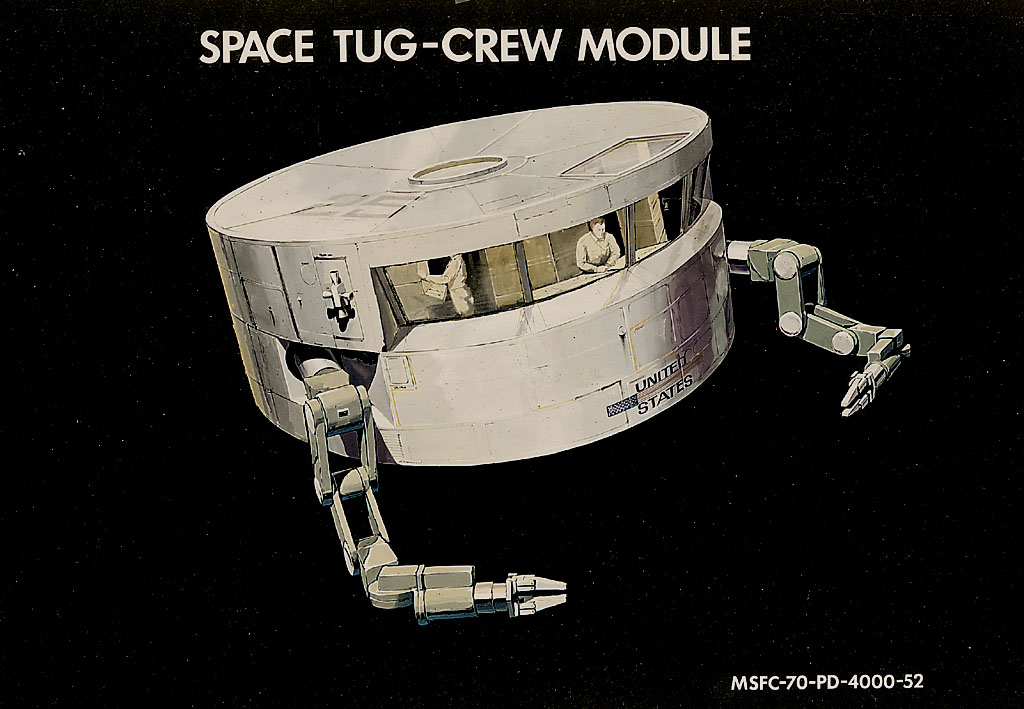
1970年代的轨道舱

轨道舱是一些太空舱的一个隔间，它只在轨道上飛行。它在再入大气层前會与载人返回舱分离。轨道舱為航天員提供了更多的空间，它在轨道飞行期间主要用作宇航員的生活舱，而當航天員返回地球時會乘坐返回舱。联盟号宇宙飞船和神舟飛船都有軌道艙。神舟飛船的轨道舱在与返回舱和推进舱分离后，它能够在艙內不留人的情況下繼續独立运行。